# Bandyplan

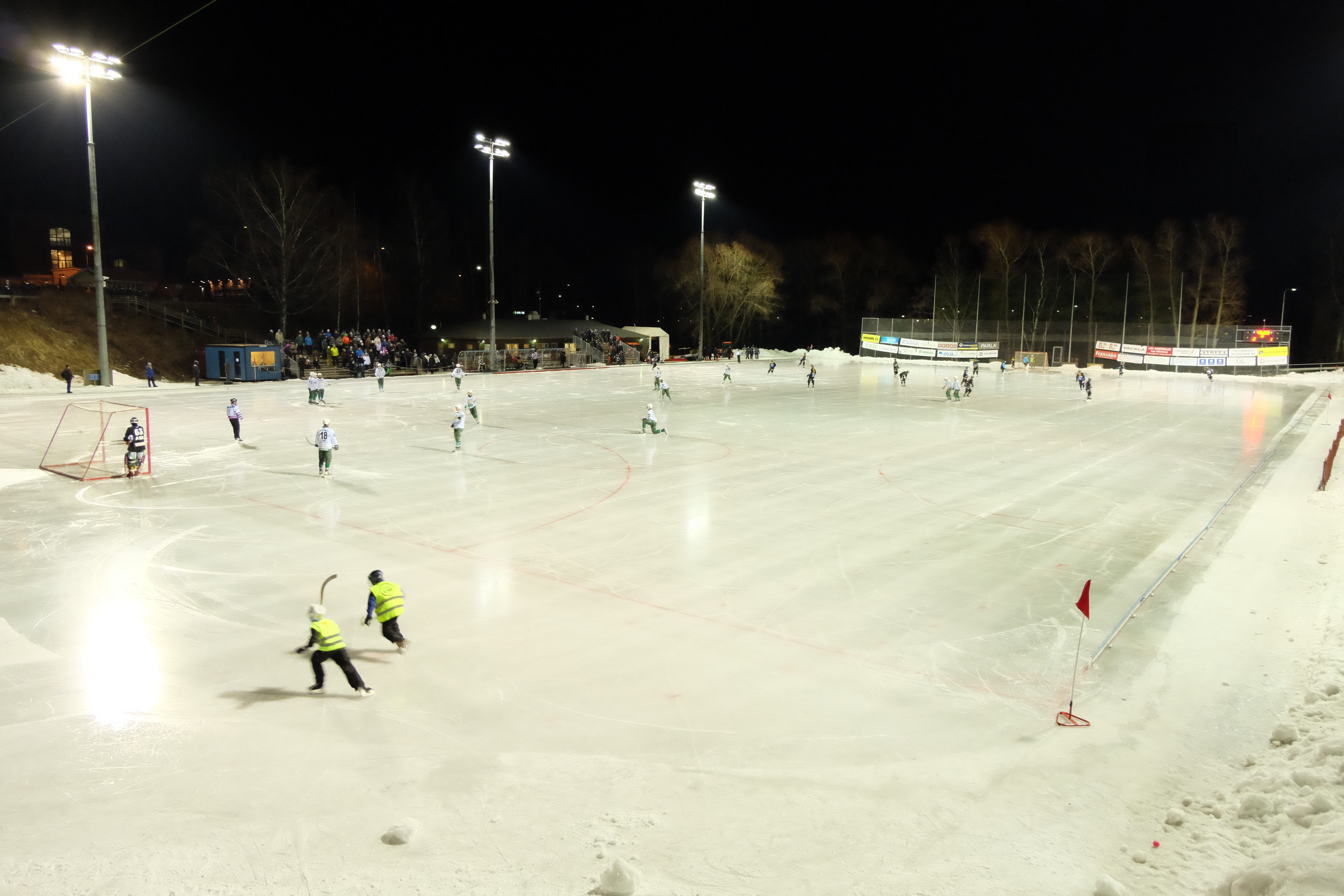
En bandyplan i Finland vid slutet av första halvlek. Skridskoåkarna i gula västar i förgrunden är bollkallar.

En bandyplan, bandybana eller bandyrink är en isrink som används för att spela bandy.

## Historia
Från början spelades bandy på naturligt frusen is, huvudsakligen på sjöar. Lagen behöver ofta ta sig tid att leta rätt på den bästa isen som skulle kunna användas. Snart började man ordna is på fotbollsplaner under vintertid, vilket gjorde det säkrare att spela. Den kan vara skälet till att de yttre måtten för bandyplanen är desamma som för en fotbollsplan. Den första artificiellt frusna bandyplanen skapades i Budapest, Ungern, 1923. På 1980-talet började man att bygga inomhusplaner, vilket gav möjlighet till en längre säsong. Världens första bandyhall, Olimpijskij, byggdes i Moskva för Olympiska sommarspelen 1980 men har varit spelplatsen för många bandyturneringar sedan dess.

## Planen

### Storlek

Standard för mått på bandyplanen, fastslagen i the Bandy Playing Rules

Storleken på en bandyplan regleras i punkt 1.1 i Bandy Playing Rules som är fastställt av Internationella Bandyförbundet Den ska vara rektangulär och ha måtten 4050 - 7150 m2 (45 – 65 m gånger 90 – 110 m), ungefär samma mått som en fotbollsplan och betydligt större än en ishockeyrink. För internationella matcher får planen inte vara mindre än 100 m gånger 60 m. Planen avgränsas av distinkta och obrutna linjer enligt punkt 1.1. De här linjerna är röda och skall vara mellan 5 och 8 cm breda, enligt punkt 1.1 D.

### Sidlinjer och sarger
Längs sidlinjerna föreskriver punkt 1.2 i Rules att det skall finnas en sarg som skall vara 15 cm hög och placeras där för att hindra att bollen lämnar isen. Den skall inte fästas i isen, det skall vara möjligt för den att glida vid kollisioner, och skall ta slut 1–3 m från hörnflaggorna, för att möjliggöra hörnslag. Toppen av sargen skall ha ett mjukt skydd, så att spelarna inte skadar sig om de kommer i kontakt med den när de kommer i hög hastighet. Sargen användes från början bara i Ryssland, men infördes i andra länder på 1950-talet när bandyreglerna standardiserades och det internationella bandyförbundet bildades. Den tillåter ett snabbare spel, eftersom bollen stannar på planen i stället för att lätt lämna den, och därefter måste hämtas och kastas in.
Om sargen har frusit fast i isen, kan det innebära fara för spelarna och domaren kan därför bestämma att starta eller fortsätta matchen utan sarg. Detsamma gäller om stark vind flyttar på sargen, under sådana omständigheter kan matchen också startas eller fortsätta utan sarg. Det här regleras i kommentarspunkt C1.8 i Rules.
Sargen görs av sektioner som var och en skall vara ungefär 4 m lång enligt punkt 1.2 i Rules. Punkt 1.3 i Rules föreskriver de platser där spelare måste och inte får träda in på eller lämna spelplanen: fyra av de här sargsektionerna skall vara rödmålade på framsidan och på baksidan. Dessa fyra sektioner placeras vid mitten av sidlinjen på den ena sidan av bandyplanen, framför spelarnas bänkar. Alla byten av spelare från båda lag måste göras genom att kliva över sargen just där dessa rödmålade sargsektioner finns, det vill säga över en del av sargen som är ca 16 m lång. Enligt kommentarspunkt C3.3 i the Rules, så skall en spelare som skall ersättas ha lämnat planen innan den spelare som ersätter honom kan komma in på planen och inträda i spelet. Punkt 1.3 säger också att felaktiga byten av spelare skall straffas med 5 minuters utvisning av den spelare som kommer in (ett straff med den längden visas genom att domaren visar ett vitt kort).

### Mittlinje och hörnor
En central punkt är markerad för att utvisa bandyplanens mittpunkt och en cirkel med radien 5 m har mittpunkten som sitt centrum. En mittlinje är dragen genom mittpunkten parallellt med kortlinjerna.
Vid varje hörn finns det en fjärdedels cirkel utritad med radien 1 m, och en streckad linje är målad parallellt med kortlinjen och 5 m ifrån den utan att fortsätta in i straffområdet. Den här streckade linjen kan ersättas med en 0,5 m lång linje som startar vid kanten av straffområdet och fortsätter bort mot sidlinjen, 5 m från kortlinjen.

### Målburen
Vid mitten av varje kortlinje finns en målbur som är 3,5 m bred och 2,1 m hög, reglerad till sin storlek, form, material och övriga egenskaper i punkt 1.4 i the Rules. Målburen kan tillverkas av trä, aluminium eller stål och har ett nät för att stoppa bollen när den har kommit över mållinjen. Mållinjen är den linje som finns mellan målburens stolpar; punkt 1.1. Målburen skall vara av en godkänd modell; godkännandet görs av det behöriga bandyförbundet i respektive territorium. Stolparna skall ha små piggar undertill för att förhindra att målet flyttas av vinden eller om det berörs lätt av en spelare, för att målburen skall stanna på sin plats. Så länge buren är på plats, kan matchen fortsätta. Av säkerhetsskäl, skall målburens stolpar inte ha några skarpa kanter. Målburen har också två korgar för bollar på utsidan, en på varje sida; punkt 1.4 A. Bollar förvaras i korgarna för att målvakten skall kunna använda dem när han skall sätta bollen i spel, om den boll som nyss användes har skjutits över kortlinjen vid sidan om målet av en spelare från motståndarlaget. Det gör att spelet kan starta om snabbare när bollen har lämnat planen på det sättet, så att man inte behöver gå och leta efter just den bollen som sköts ut.
Framför målet finns en halvcirkelformad straffområde som har en radie om 17 m. En straffpunkt finns 12 m från målet och det finns två punkter för frislag längs straffområdeslinjen, var och en omgiven av en cirkel med radien 5 m.

## Isens skick
Speciellt för naturligt frusen is, kan det hända att isens skick är för dålig för att man skall kunna spela på den. Isen skall inspekteras av domaren innan matchen sätter igång. Om domaren anser att isens skick är för dåligt för att man skall kunna spela på den, ger kommentarspunkt C1.1 och C1.2 honom möjligheten att bestämma att matchen måste ställas in. Ingen annan än domaren har rätt att bestämma att matchen skall ställas in på grund av isens skick (men det innebär inte att lagen skulle vara otillåtna att uppmärksamma domaren på isens skick, om de tycker att det finns anledning till det på någon plats på planen).
Deficiencies of the rink, including inferior ice quality, are the responsibility of the organiser of the match and according to comment section C1.4 deficiencies shall be reported to the administrative authority.

## Uteplaner och inomhushallar
Från början spelades bandy på frusna sjöar, men snart började man använda fotbollsplaner genom att hälla vatten på dem som frös till is vintertid, för att få till en bra, platt och säker is. Ännu i mitten av 1900-talet användes ofta sjöis även för flera betydelsefulla matcher på hög nivå i seriesystemet.
Med början på 1980-talet, och ökande sedan ungefär 2000, har man börjat bygga fler och fler bandyhallar för inomhusspel, speciellt i Ryssland och Sverige. De senaste åren har bandy-VM nästan uteslutande spelats inomhus, för att vädret inte skall påverka möjligheten att följa det uppsatta spelschemat.